# Bente
Bente é uma povoação do norte de Portugal do Município de Vila Nova de Famalicão que foi sede da extinta Freguesia de Bente, freguesia que tinha 1,30 km² de área e 925 habitantes (2011), e, por isso, uma densidade populacional de 711,5 hab/km².
A Freguesia de Bente foi extinta em 2013, no âmbito de uma reforma administrativa nacional, tendo sido agregada à Freguesia de Carreira, para formar uma nova freguesia denominada União das Freguesias de Carreira e Bente com sede em Carreira.
Foi também a terceira freguesia mais pequena do município e uma das menos populosas.

## População
| População da freguesia de Bente | População da freguesia de Bente | População da freguesia de Bente | População da freguesia de Bente | População da freguesia de Bente | População da freguesia de Bente | População da freguesia de Bente | População da freguesia de Bente | População da freguesia de Bente | População da freguesia de Bente | População da freguesia de Bente | População da freguesia de Bente | População da freguesia de Bente | População da freguesia de Bente | População da freguesia de Bente |
| ------------------------------- | ------------------------------- | ------------------------------- | ------------------------------- | ------------------------------- | ------------------------------- | ------------------------------- | ------------------------------- | ------------------------------- | ------------------------------- | ------------------------------- | ------------------------------- | ------------------------------- | ------------------------------- | ------------------------------- |
| 1864                            | 1878                            | 1890                            | 1900                            | 1911                            | 1920                            | 1930                            | 1940                            | 1950                            | 1960                            | 1970                            | 1981                            | 1991                            | 2001                            | 2011                            |
| 127                             | 161                             | 137                             | 154                             | 151                             | 170                             | 222                             | 311                             | 334                             | 423                             | 582                             | 750                             | 806                             | 959                             | 925                             |